# Ousainou Darboe
Ousainou Darboe, né le 8 août 1948 à Dobo, est un homme politique et avocat, défenseur des droits de l'homme gambien. Il est le chef du plus grand parti de l'opposition de son pays, le Parti démocratique unifié (UDP).
Il est vice-président de la République de 2018 à 2019.

## Biographie
Darboe se présenta à l'élection présidentielle pour la première fois en septembre 1996. Il se présenta en tant que candidat de son parti, l'UDP, alors nouvellement créé, et se trouva en deuxième place, derrière Yahya Jammeh (qui accéda au pouvoir par un coup d'État le 23 juillet 1994) de l'Alliance patriotique pour la réorientation et la construction (APRC). Il remporta 35,84 % des suffrages et Jammeh 55,77 %. Le résultat du scrutin fut déclaré douteux par les médias nationaux et internationaux.
Sa deuxième tentative d'atteindre la présidence vint en octobre 2001. Il se présenta en tant que chef d'une coalition de trois partis : l'UDP, le Parti progressiste du peuple (People's Progressive Party, ou PPP) et le Parti du peuple gambien (Gambian People's Party, GPP). Des cinq candidats à la présidence, il fut deuxième (avec 32,59 % des suffrages), suivant le vainqueur, Jammeh. À différence de l'autre élection, la plupart des observateurs trouvèrent le déroulement et le résultat du vote corrects.
En 2005, l'UDP s'allia avec quatre autres partis de l'opposition pour former l'Alliance nationale pour la démocratie et le développement (National Alliance for Democracy and Development, NADD), afin de préparer l'élection présidentielle de fin 2006 et les législatives du début 2007. Toutefois, l'alliance se désintégra après les retraits de l'UDP et le Parti pour la réconciliation nationale (National Reconciliation Party, NRP).
Lors de la présidentielle du 22 septembre 2006, l'UDP de Darboe avait formé une autre coalition avec le NRP et le Parti gambien pour la démocratie et le progrès (Gambia Party for Democracy and Progress, GPDP), sous le nom de Alliance for Regime Change. Jammeh remporta le scrutin avec 67,33 % du vote, suivi de Darboe avec 26,69 %. Un troisième candidat représentant les partis restants de l'ancienne alliance, Halifa Sallah, obtint 5,98 % des votes. Darboe rejeta le résultat de l'élection, déclarant qu'elle n'était ni libre ni juste et qu'il y eut de l'intimidation des électeurs.
En avril 2016, il est arrêté lors d'une manifestation non autorisée par le régime et condamné à trois ans de prison ferme.
Le 5 décembre 2016, trois jours après la victoire du candidat de l'opposition à l'élection présidentielle Adama Barrow, un tribunal accorde à Ousainou Darboe et 18 coprévenus la liberté sous caution en attendant leur jugement en appel.  Libéré, il devient le 1er février 2017, ministre des Affaires étrangères dans le premier gouvernement d’Adama Barrow, associant des figures historiques de la lutte contre Yahya Jammeh, comme Mai Fatty, Amadou Sanneh, ou encore Isatou Touray.
Il devient ensuite vice-président en 2018.
Le 15 mars 2019, il est limogé.